# Dendrobium curvisepalum
Dendrobium curvisepalum är en orkidéart som beskrevs av Henry Nicholas Ridley. Dendrobium curvisepalum ingår i släktet Dendrobium, och familjen orkidéer. Inga underarter finns listade i Catalogue of Life.